# 汉娜·罗伯茨
汉娜·罗伯茨（英語：Hannah Roberts，2001年8月10日—）是一名美国女子自行车运动员。她曾代表美国参加2020年夏季奥林匹克运动会自行车比赛，获得女子自由式小轮车银牌。她也曾参加2019年泛美运动会。